# Кіпр на Європейських іграх 2015
Кіпр на перших Європейських іграх у Баку був представлений 23 атлетами.

## Медалісти
| Медаль | Спортсмен                         | Спорт    | Дисципліна       | Дата      |
| ------ | --------------------------------- | -------- | ---------------- | --------- |
| Срібло | Георгіос Ахіллеос Андрі Елефтеріу | Стрільба | Змішана стендова | 22 червня |